# Тойрделбах Уа Конхобайр
Тойрделбах Уа Конхобайр (ирл. Toirdelbach Ua Conchobair; также Турла Мор О’Коннор (англ. — Turlough Mór O’Connor) (1088—1156) — король Коннахта (1106—1156) и верховный король Ирландии (1119—1156).

## Биография

### Происхождение и исторический фон
Тойрделбах Уа Конхобайр был младшим сыном Руайдри на Сайде Буиде (ирл. — Ruaidrí na Saide Buide) (ум. 1118), короля Коннахта (1087—1092). Его мать — Мор Инге Тойрделбах Уа Бриайн (ирл. — Mór inge Toirdelbach Ua Briain), дочь Тойрдельбаха Уа Бриайна (1009—1086), короля Мунстера (1068—1086) и верховного короля Ирландии (1072—1086).
В 1092 году король Коннахта Руайдри На Сайде Буиде был ослеплен Флайхбертайгом Уа Флайхбертайгом (ирл. — Flaithbertaigh Ua Flaithbertaigh). Инцидент произошел во время борьбы за земли маленького вассального королевства Дал г-Кайс (ирл. — Dal gCais) на территории Мунстера. В результате этих событий земли Дал г-Кайс были закреплены за Коннахтом, который возглавил Муйрхертах Уа Бриайн (ирл. — Muirchertach Ua Briain) — дядя Тойрделбаха Уа Конхобайра. Дядя взял Тойрделбаха в дом, чтобы присмотреть за ним, пока он не вырастет и не займет трон королевства Коннахт, который ему принадлежал по праву. Но после этих событий королевство Коннахт пережило череду гражданских войн и борьбы за власть между претендентами на королевский трон. Претендентами на трон были представители кланов Уа Конхобайр (ирл. — Uí Conchobair) и Уа Руайрк (ирл. — Uí Ruairc), которые были королями соседнего королевства Брейфне, а также мелкие кланы Уа Брюин (ирл. — Uí Briúin) и Шол Муйредайг (ирл. — Síol Muireadaigh) и древние изгнанные королевства — клан Уа Фиахрах Айдне (ирл. — Ui Fiachrach Aidhne). Братья Тойрделбаха были убиты или свергнуты с трона во время этой борьбы. В общем, в то время их судьба была в руках клана Уа Бриайн (ирл. — Ua Briain).

### Король Коннахта и верховный король Ирландии
В 1106 году Тойрделбах Уа Конхобайр с помощью своего дяди Муйрхертаха Уа Бриайна свергнул с трона Коннахта своего старшего брата Домналла. Заняв трон Коннахта, Тойрделбах Уа Конхобайр удерживал власть крепкой рукой в течение 50 лет. И из них 37 лет был верховным королём Ирландии.
Как пишет О’Бирн, Тойрделбах Уа Конхобайр тщательно придерживался союза с кланом Уа Бриайн и верховным королём Ирландии Муйрхертаха Уа Бриайном — воевал вместе с ним в 1109 году против клана Уа Руайрк (ирл. — Ui Ruaric), возглавлявшего королевство Брейфне.

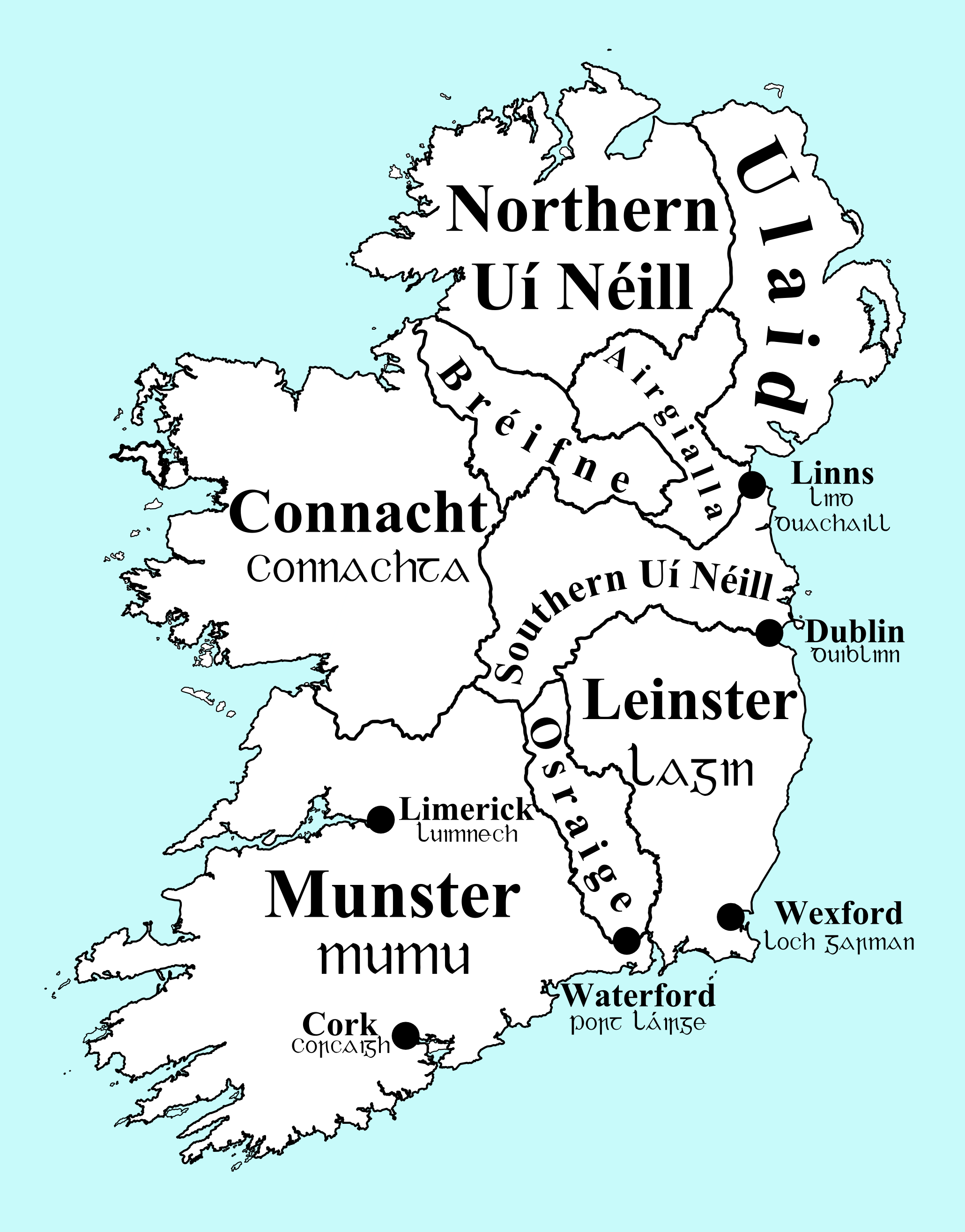
Ирландия в раннем средневековье. Показаны основные королевства.

В 1119 году после смерти своего патрона и покровителя Муйрхертаха Уа Бриайна Тойрделбах Уа Конхобайр унаследовал престол верховных королей Ирландии, являясь одновременно королём Коннахта. Это не понравилось королям северных королевств Ирландии — Айлеха, Айргиалла, Тир Конайлл, Брейфне, Улада, Дал Риада и Дал н-Арайде, которые начали против него войну.
В 1121 году Тойрделбах Уа Конхобайр вынужден был защищать своё королевство и свою власть от посягательств Домналла Уа Лохлайна (ирл. — Domnall Ua Lochlainn) — короля Айлеха, бывшего верховного короля Ирландии, контролировавшего все северные ирландские королевства.
Тойрделбах Уа Конхобайр построил мощную крепость Дун Бун на Гайлливе (ирл. — Dún Bhun na Gaillimhe) в 1124 году. Город вырос вокруг этого замка — позже оно превратилось в город Голуэй.
По приказу Тойрделбаха Уа Конхобайра был изготовлен крест Конг, который был размещен в кафедральном соборе в Туаме. Позже, в 1135 году он был перевезен в аббатство Конг.

### Семья
Верховный король Ирландии Тойрделбах Уа Конхобайр был женат шесть раз. Его жены:
- Кайлех Де Ни Эйдина (ирл. — Caillech Dé Ní Eidin)
- Орфлайх Ни Майлхехлайнн (ирл. — Órfhlaith Ní Mailshechlainn) (ум. 1115)
- Мор Ни Лохлайнн (ирл. — Mór Ní Lochlainn) (ум. 1122)
- Тайллтиу Ни Майлхехлайнн (ирл. — Tailltiu Ní Mailshechlainn) — сестра Орфлайх Ни Майлхехлайнн (ум. 1127)
- Дербфоргайлл Ни Лохлайнн (ирл. — Derbforgaill Ní Lochlainn) (ум. 1151)
- Дубкоблах Ни Майл Руанайд (ирл. — Dubhcobhlach Ní Maíl Ruanaid) (ум. 1168)

От этих жен у короля были многочисленные дети:
- Конхобар Уа Конхобайр (ирл. — Conchobair Ua Conchobair) (1126—1144)
- дочь (имя неизвестно) — стала женой Мурхада Уа Эйра (ирл. — Murchadh Ua hEaghra), была убита в 1134 году
- Аэд Далл Уа Конхобайр (ирл. — Aedh Dall Ua Conchobair) (1136—1194)
- Руайдри Уа Конхобайр (ирл. — Ruaidrí Ua Conchobair) (1136—1198) — стал верховным королём Ирландии.
- Тадг Алайнн Уа Конхобайр (ирл. — Tadhg Alainn Ua Conchobair) (ум. 1143/1144)
- Кахал Мигаран Уа Конхобайр (ирл. — Cathal Migarán Ua Conchobair) (ум. 1151/1152)
- Катал Кробдерг Уа Конхобайр (ирл. — Cathal Crobdearg Ua Conchobair) (1152—1224)
- Доннел Большой Мидех Уа Конхобайр (ирл. — Donnell Mor Mideach Ua Conchobair) (ум. 1176)
- Бриайн Брейфнех Уа Конхобайр (ирл. — Brian Breifneach Ua Conchobair) (1156 -?)
- Бриайн Луйгнех Уа Конхобайр (ирл. — Brian Luighnech Ua Conchobhair) (1156—1181)
- Магнус Уа Конхобайр (ирл. — Maghnus Ua Conchobair) (ум. 1181)
- Мор Ни Конхобайр (ирл. — Mór Ní Conchobair) (ум. 1190)
- Муйрхертах Муйвнех Уа Конхобайр (ирл. — Muirchertach Muimhnech Ua Conchobair) (ум. 1210)
- Маэл Иса (ирл. — Máel Ísa) — аббат Роскоммона (ум. 1223)
- Муйргес Каноник (ирл. — Muirgheas Canon) (ум. 1224)
- Аэд (ирл. — Aedh)
- Магнус (ирл. — Maghnus)
- Лохланна (ирл. — Lochlann)
- Доннхад (ирл. — Donchadh)
- Маол Сехлайнн (ирл. — Maol Seachlainn)
- Тадг Фиоднахта (ирл. — Tadhg Fiodhnacha)
- Конхобайр (ирл. — Conchobair)
- Диармайд (ирл. — Diarmaid)
- Тадг Дайрен (ирл. — Tadhg Dairean)
- Мурхад Финн (ирл. — Murchadh Finn)
- Уран (ирл. — Uran)